# Saint-Avre
 Saint-Avre  es una población y comuna francesa, en la región de Ródano-Alpes, departamento de Saboya, en el distrito de Saint-Jean-de-Maurienne y cantón de La Chambre.

## Demografía
| 529 | 568 | 579 | 619 | 627 | 646 |
| Para los censos de 1962 a 1999 la población legal corresponde a la población sin duplicidades (Fuente: INSEE [Consultar]) |     |     |     |     |     |